# Glenea saperdiformis
Glenea saperdiformis är en skalbaggsart som beskrevs av Stefan von Breuning 1953. Glenea saperdiformis ingår i släktet Glenea och familjen långhorningar. Inga underarter finns listade i Catalogue of Life.